# Шахворостов, Виктор Александрович
Виктор Александрович Шахворостов (род. 30 апреля 1995) — российский хоккеист, нападающий.

## Биография
Сын тренера Александра Шахворостова. Начинал заниматься хоккеем под руководством отца в магнитогорском «Металлурге», с 2007 года — в школе казанского «Ак Барса». В сезоне 2011/12 дебютировал в составе команды МХЛ «Барс», также провёл четыре матча за «Ирбис» в МХЛ-Б. Не желая играть под руководством отца, сезон 2012/13 начал в команде USHL «Индиана Айс», но вскоре, после ухода отца из команды, вернулся в «Барс». С сезона 2014/15 играл за «Барс» в ВХЛ и «Ирбис» в МХЛ. Вторую половину сезона 2015/16 провёл в клубе чемпионата Украины «Донбасс». Следующий сезон начал в команде ВХЛ «Торос» Нефтекамск, затем перешёл в клуб 2 шведского дивизиона «Улуфстрём».
В одних источниках сообщалось, что в матче «Ирбис» — «Сарматы» (5:0), прошедшем 8 января 2016 года, Шахворостов установил мировой рекорд, забросив шайбу через 3,05 (3,15) секунд после начала матча. По другим данным, рекорд принадлежит датчанину Перу Ольсену, забросившему шайбу на третьей секунде.
Два сезона отыграл в ВХЛ за «Нефтяник» Альметьевск (2017/18) и ХК «Саров» (2018/19). 13 июня 2019 подписал контракт с клубом КХЛ «Торпедо» Нижний Новгород, за которое провёл 20 матчей. 31 августа 2020 года подписал однолетний контракт в клубом КХЛ «Куньлунь Ред Стар», сыграв перед этим в его составе на турнире имени Пучкова. Проведя восемь матчей, 23 октября перешёл в клуб ВХЛ «Ростов». 18 декабря перешёл в «Южный Урал». Перед следующим сезоном вернулся в «Ростов», который покинул 12 декабря 2021 года. Сезон завершил в украинском клубе «Сокол» Киев.
Игрок команд низших лиг Словакии «Левице» (2022/23), «Топольчани» (2023/24) и Германии «Кёнигсбрунн» (2022/23).
Есть младший брат Михаил (род. 2010).